# Théodore Morawski
Pour les articles homonymes, voir Morawski.
Théodore Morawski (en polonais : Teodor Morawski), né le 1er novembre 1797 à Mikołajewice et mort le 21 novembre 1879 à Paris, 9e arrondissement, est un homme politique polonais et un participant actif à l'insurrection de 1830-1831 du royaume de Pologne contre le tsar Nicolas Ier.

## Biographie
Issu d'une famille noble (blason Korab), il est le fils de Michel Morawski et de son épouse Thérese, née Podczaska. Il a un frère, Théophile (1793-1854), qui a aussi participé à l'insurrection. 
Il naît dans une région annexée par la Prusse lors des deuxième et troisième partages de la Pologne, intégrée au duché de Varsovie à partir de 1807, puis au royaume de Pologne, attribué par le congrès de Vienne au tsar Alexandre Ier en 1815.
Il fait ses études secondaires à Varsovie, d'abord dans un collège privé, puis au lycée, créé par les Prussiens en 1804. Il fait ensuite des études à l'école de Droit, intégrée en 1816 à l'université de Varsovie. 
En août 1831, il devient ministre des Affaires étrangères du gouvernement national polonais après la démission du prince Czartoryski le 17, trois semaines avant la prise de Varsovie par l'armée russe d'Ivan Paskevitch (7 septembre). 
Comme plusieurs milliers de Polonais insurgés, qui forment ce qu'on appelle la Grande Émigration, il fuit alors la répression russe et s'exile en France, à Paris. Son frère se réfugie en Prusse, dans le grand-duché de Posen (Poznań).
Théodore Morawski épouse une Française, Augusta Bory de St Vincent.
Mort à son domicile, rue de la Victoire, le 21 novembre 1879,  il est enterré au cimetière du Père-Lachaise (49e division).

## Publications
- « Sur les intentions de la dernière révolution polonaise, à l’égard des paysans », tiré à part d'un article paru dans le journal La Tribune du 24 juin 1831
- Moje Przygody (mémoires), Cracovie, 1873
- Dzieje narodu polskiego w krótkości zebrane [Abrégé d'histoire du peuple polonais], Poznań, 1875